# Openmeetings
Openmeetings es un software que permite realizar conferencias a través de internet (conferencia web), utiliza la licencia Eclipse Public License, así que es software libre.

## Historia
Openmeetings es un software utilizado para presentaciones, la formación en línea, conferencias web, pizarra de dibujo, colaboración y edición de documentos, intercambio de escritorio del usuario. El producto se basa en el marco RIA de OpenLaszlo y el servidor de video Red5, que a su vez se basa en componentes de código abierto. La comunicación tiene lugar en las salas de reunión en las que se establecen la seguridad y los modos de calidad de vídeo. La base de datos recomendada es MySQL. El producto puede ser configurado como un producto de servidor instalado, o se utiliza como hospedaje de los productos.
Openmeetings ha solicitado la adhesión a la incubadora de Apache Software Foundation 
Openmeetings nace como alternativa a software comercial que permite crear conferencias basadas en la web, compartir y difundir audio, video, presentaciones y chat, es uno de los primeros proyectos libres que permite hacer video conferencias.
Para su funcionamiento utiliza tecnología Flash para lo que utiliza el servidor Red5 Archivado el 31 de marzo de 2013 en Wayback Machine. que es una aplicación que pretende ser una alternativa libre al Flash Media Server de Adobe. La instalación y configuración de los distintos componentes, tanto en Linux como en Windows es un poco laboriosa y delicada aunque es de suponer que eso mejore con las sucesivas versiones. Los pasos necesarios para instalar la aplicación sobre Debian-Lenny se puede encontrar en este blog
Anteriormente estuvo basado en la GNU Lesser General Public License, pero por problemas de compatibilidad con la licencia de OpenLaszlo (utiliza el framework del mismo) se tuvo que cambiar a la Eclipse Public License.
El proyecto se inició a partir de una colaboración entre el autor original y la empresa belga Dokeos, a cargo del software libre de e-learning Dokeos. Después de conflictos sobre la calidad del producto desarrollado, el autor original lanzó OpenMeetings como herramienta independiente. La herramienta de videoconferencia integrada en el sistema e-learning desde el 2007 comparte la misma base de código que las primeras versiones de OpenLaszlo pero no siguió evolucionando más.

## Características
- Permite la difusión de Video y Audio
- Se puede visualizar el escritorio de cualquier participante
- Disponible en 19 idiomas
- Pizarra virtual con capacidades de dibujo, escritura, edición, cortar y pegar, redimensionamiento de imágenes e insertar símbolos.
- Conferencias mientras se dibuja (4x4 or 1xn modus)
- Dibujo seguro
- Importación de documentos (.tga, .xcf, .wpg, .txt, .ico, .ttf, .pcd, .pcds, .ps, .psd, .tiff, .bmp, .svg, .dpx, .exr, .jpg, .jpeg, .gif, .png, .ppt, .odp, .odt, .sxw, .wpd, .doc, .rtf, .txt, .ods, .sxc, .xls, .sxi, .pdf)
- Envío de invitaciones y links directos dentro de la conferencia
- Sistema de moderadores
- Cuartos públicos y privados para conferencias
- El servidor se puede ejecutar tanto en Windows como en Linux y los clientes únicamente necesitan un navegador y el Flash Player por lo que se puede participar en una sesión desde prácticamente cualquier plataforma
- Dispone de un módulo para su integración con Moodle